# Залесе (Цехановський повіт)
Залесе (пол. Zalesie) — село в Польщі, у гміні Гліноєцьк Цехановського повіту Мазовецького воєводства.
Населення — 109 осіб (2011).
У 1975—1998 роках село належало до Цехановського воєводства.

## Демографія
Демографічна структура станом на 31 березня 2011 року:
|          | Загалом | Допрацездатний вік | Працездатний вік | Постпрацездатний вік |
| -------- | ------- | ------------------ | ---------------- | -------------------- |
| Чоловіки | 57      | 22                 | 33               | 2                    |
| Жінки    | 52      | 9                  | 28               | 15                   |
| Разом    | 109     | 31                 | 61               | 17                   |